# Tục thờ côn trùng

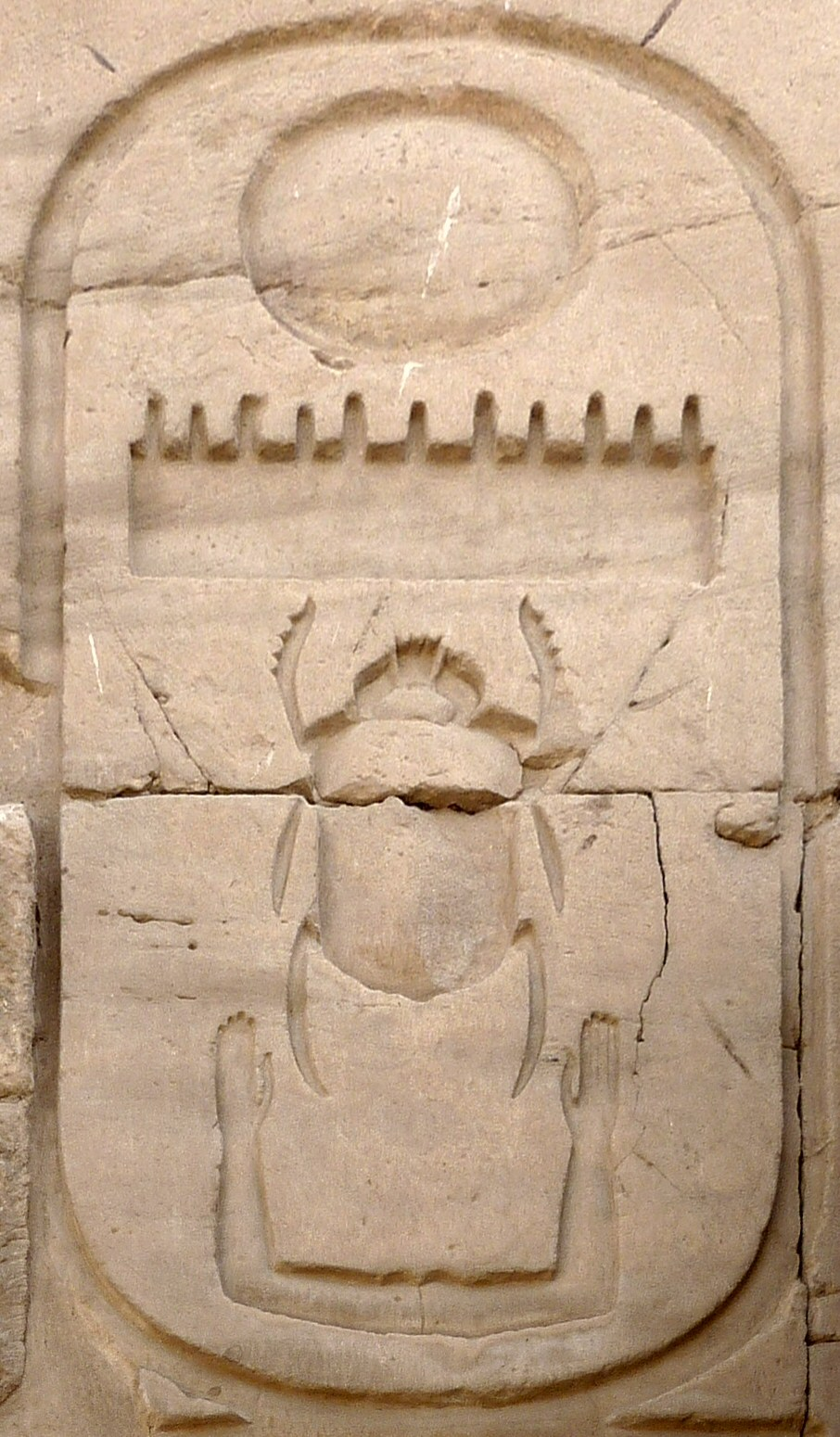
Người Ai Cập cổ đại tôn sùng loài bọ hung

Thờ côn trùng là tín ngưỡng thờ động vật được thực hành dưới dạng thờ cúng hoặc tôn sùng các loài côn trùng. Côn trùng từ lâu đã được sử dụng trong tôn giáo, cả trực tiếp (với côn trùng sống) và như hình tượng hoặc biểu tượng. Nhìn chung, côn trùng, sâu bọ ít được con người thờ cúng nhưng các loài động vật khác. Một số loài được thờ phượng như bọ cạp, bọ hung, nhện, trong đó các loài côn trùng chủ yếu được người Ai Cập tôn thờ.

## Biểu hiện

### Châu Phi
Bọ hung vốn là biểu tượng của thần Mặt trời của người Ai Cập cổ đại. Trong tôn giáo của người Ai Cập cổ đại, loài bọ hung ngày nay được gọi là Scarabaeus sacer (trước đây là Ateuchus sacer) được tôn sùng là linh thiêng. Đối với họ, con côn trùng là biểu tượng của Khepri. Người Ai Cập cổ đại từ thế kỷ XVII TCN đã tôn sùng loài bọ cánh cứng này. Trong tiếng Ai Cập, bọ hung được gọi là Kheper. Người Ai Cập đã sử dụng hình ảnh bọ hung làm lá bùa thiêng liêng bảo vệ chủ nhân khỏi những điều tà ác.
Người Ai Cập tin rằng bọ hung có có mối liên kết với thần Khepri. Bọ hung là biểu tượng của sự tái sinh, tôn sùng, vị thần Mặt trời Khepri mang hình tượng con người nhưng có khuôn mặt của bọ hung. Ngài được mô tả là vị thần cần mẫn lăn ngôi sao sáng qua bầu trời, chôn ngôi sao khi Mặt trời lặn và đào lên ở phía Đông vào lúc bình minh. Trong Kinh Qur'an, ong mật là sinh vật duy nhất nói chuyện trực tiếp với Chúa. Mohammed đã viết: "Và Chúa của các ngươi đã dạy con ong mật xây dựng tổ của nó trong các ngọn đồi, trên cây và nơi ở" (Surat an-Nahl (Ong), 68-69)

### Châu Mỹ
Ở vùng Amazon thuộc Brazil, người ta đã quan sát thấy các thổ dân da đỏ ngữ hệ Tupí–Guaraní sử dụng kiến Pachycondyla commutata trong các nghi lễ. Pogonomyrmex californicus một loài kiến thợ gặt màu đỏ, đã được người bản địa ở Nam California và Bắc Mexico sử dụng rộng rãi trong hàng trăm năm trong các nghi lễ được tiến hành để giúp các thành viên bộ lạc có được những người trợ giúp tinh thần thông qua ảo giác. Ăn phải kiến sẽ dẫn đến trạng thái bất tỉnh kéo dài, nơi những người giúp giấc mơ xuất hiện.
Tại Peru có một ngôi đền cổ 3.000 năm tuổi thờ bức tượng một con nhện chúa được tìm thấy. Bức tượng trong đền là sự kết hợp của nhiều con vật, trong đó phần đầu và cổ là nhện, chiếc miệng của một con mèo lớn, và kèm theo một chiếc mũi khoằm như mỏ của loài chim. Rất nhiều đường thẳng đan chéo nhau vòng quanh cổ, tạo thành hình một cái lưới, tượng trưng cho quyền lực và là dấu hiệu của sự tiến bộ và phồn vinh của chế độ lúc đó vì việc đặt bẫy bằng lưới bắt được nhiều mồi hơn là đi săn bằng giáo mác. Hình tượng con nhện còn thể hiện ý nghĩa chính trị, bất cứ một quan điểm chính trị nổi bật nào cũng buộc phải liên kết với vị chúa tể này.